# Microverso
Il microverso è una dimensione alternativa, ipotizzata dagli scrittori di fumetti e fantascienza, il cui accesso si renderebbe possibile se si riducessero le dimensioni di un ipotetico viaggiatore a quelle paragonabili ad un atomo. Il microverso, noto anche come spazio interno e come universo subatomico (così lo chiama Ant-Man nell’omonimo film Marvel), ha permesso lo sviluppo di racconti sull'"infinitamente piccolo" (celebre la frase ricorrente "esistono mondi nei mondi") e viene considerato in opposizione e in alternativa all'"infinitamente grande".

## Fumetto
Nei fumetti Marvel Comics, il Microverso è un universo interno a quello in cui si trova la razza umana ed è stato visitato diverse volte da Ant-Man e dai Fantastici Quattro attraverso l'utilizzo delle particelle Pym. Sono molti i tiranni che si trovano al suo interno, tra cui Psycho-Man (nemico dei Fantastici Quattro) e Lord Gouzar (nemico di Wasp).
In un'occasione, il Dottor Destino ha tentato di dominare il Microverso, ma le forze combinate del primo Ant-Man e dei Fantastici Quattro sono riuscite a sconfiggerlo. Inoltre, anche Spider-Man è rimasto, per un breve periodo, intrappolato nel Microverso, quando ha erroneamente inalato le particelle Pym del secondo Ant-Man.
Durante l'invasione segreta degli Skrull, Janet van Dyne viene trasformata da uno di loro in una bomba costretta a esplodere. Per evitare una catastrofe, Wasp riesce a rimpicciolirsi così tanto da rimanere bloccata nel Microverso. Dopo diverse avventure, la ragazza viene salvata dall'ex marito Giant-Man e dai Vendicatori.
Il tempo nel Microverso scorre inoltre più lentamente rispetto all'Universo.

## Cinema
- Nel film Ant-Man, il Microverso viene chiamato "Regno Quantico" ed è una dimensione situata dentro l'Universo, dalla quale è, almeno apparentemente, impossibile uscire. Wasp, durante una missione, è costretta a spegnere il regolatore della sua tuta, diventando subatomica e rimanendo intrappolata nel regno quantico. Anche Scott Lang vi accede attraverso lo spegnimento del regolatore dopo una lotta furiosa con Darren Cross. Utilizzando però i dischi Pym, il secondo Ant-Man riesce a salvarsi dal "Regno Quantico".